# Liesbeth List zingt Theodorakis
Liesbeth List zingt Theodorakis is het tweede album van Liesbeth List, verschenen in september 1967. Mikis Theodorakis had Liesbeth List gezien en gehoord tijdens een optreden van het musicale theatergezelschap Shaffy Chantant. Hij was onder de indruk van haar stem.

## Muziek
De muziek en teksten van kant 1 zijn van Mikis Theodorakis en van Iakov Kambanellis in een (omstreden) bewerking van Lennaert Nijgh; liedjes van kant 2 zijn van de hand van Theodorakis en Brendan Behan in een vertaling van Cees Nooteboom.
| Nr. | Titel                                             | Duur |
| --- | ------------------------------------------------- | ---- |
| 1.  | Hooglied (Asma Asmaton)                           | 6:13 |
| 2.  | Antonis (O Andonis)                               | 3:19 |
| 3.  | De vluchteling (O Drapetis)                       | 4:15 |
| 4.  | Als je terug zult komen (Otan Teliossi O Polemos) | 4:50 |
| 5.  | Hooglied (herhaling)                              | 1:00 |

(N.B. In de originele Griekse versie zijn 4 en 5 samen één lied).

| Nr. | Titel                                                                      | Duur |
| --- | -------------------------------------------------------------------------- | ---- |
| 1.  | Het was de achttiende dag van november (On the eighteenth day of november) | 1:11 |
| 2.  | Klaaglied (It was on an august morning, all in the morning hours)          | 2:03 |
| 3.  | Mijn kleine bootje (I have no mother to break her heart)                   | 3:13 |
| 4.  | De klokken van de hel (The bells of hell)                                  | 2:28 |
| 5.  | De leiders van het land (I remember in september)                          | 2:25 |
| 6.  | Afscheid (Open the door softly)                                            | 2:48 |
| 7.  | Als je trouwen wilt met mij (I will give you a golden ball)                | 3:02 |